# كونغ فو شاولين
كونغ فو شاولين ويسمى أيضا الوو شو شاولين (Shàolín wǔshù) أو شاولين تشيوان (Shàolín quán) هي واحدة من أقدم وأكبر الأساليب القتالية الأكثر شهرة في الكونغ فو تجمع بين بوذية تشان وفنون الدفاع عن النفس.
نشأ وتطورت هذه الرياضة في معبد شاولين في مقاطعة خنان بالصين خلال تاريخه الممتد على مدار 1500 عام. في أمثال الفولكلور الصيني الشعبي تتعلق هذه الممارسة «بأن جميع فنون الدفاع عن النفس تحت السماء قد نشأت من شاولين» و «كونغ فو شاولين هو الأفضل تحت السماء»، لإبراز تأثير كونغ فو شاولين على فنون الدفاع عن النفس.
يستخدم اسم شاولين كعلامة تجارية لأنماط خارجية تسمى الكونغ فو. كما تستخدم العديد من الأساليب في جنوب الصين وشمالها اسم شاولين.

## تاريخ
يذكر أيضا أن رهبان دير شاولين شاركو في القتال خلال عام 610، لكن لا يشير ذلك إلى وجود نمط خاص بالدير.
وفقا للتقاليد، قام الراهب البوذي بودهيدهارما إبان القرن الخامس بتدريس كونغ فو شاولين إلى رهبان معبد شاولين، لمساعدتهم على الدفاع عن أنفسهم من الحيوانات وقطاع الطرق الذين يجوبون حول الدير. لكن الباحثون الأكاديميون انتقدوا هذه الفرضية في وقت مبكر من القرن الثامن عشر، في حين تابع بعض المؤرخين هذه الأسطورة إلى القرن السابع عشر.
وبالرغم من ذلك اعتبر الراهب البوذي بودهايدهارما هو مبتكر فنون الشاولين القتالية. يأتي هذا الإسناد من فيلسوف طاوي الذي كتب المخطوطة ودليل الاستعمال Yijinjing في عام 1624 زاعما أنه اكتشفه. تتتبع أول مقدمات هذا الدليل تعاقب نمط تشي كونغ من بودهايدهارما إلى الجنرال لي جينغ، من خلال سلسلة من القديسين وأبطال الحرب البوذيين. ويرى الباحثون أن هذا العمل هو عمل مزيف بسبب وجود العديد من المفارقات التاريخية بالإضافة إلى وجود شخصيات خيالية من الأدب الصيني تم سردها على أنها سادة حسب. وقد وصف لينغ تينكانغ (1757-1809) وهو باحث من أسرة تشينغ هذا المؤلف بالفعل بأنه «سيد قرية جاهل».

## تداريب الدير
يتم اختيار تلاميذ الدير عمومًا من أفضل الصبيان الطلاب في مدارس القتال في المنطقة أو بقية الصين. عادة ما يستمر التدريب العسكري للتلاميذ بين سنتين إلى أربع سنوات، عدة ساعات في اليوم. في نهاية هذه الفترة، يمكن أن يصبحوا رهبانا. لا يدرس جميع الرهبان البوذية (zen)، ولا معظم الممارسات التقليدية (متل التأمل، تشي كونغ، التقنيات الأصيلة للدفاع عن النفس). ويركز معظم الرهبان على الحركات البهلوانية وتدريبات التصادم لإرضاء المجموعات السياحية. في حين يلتحق الرهبان القتاليون الأكثر موهبة إلى العروض والجولات السياحية العالمية لبضع سنوات.